# Палатинская академия
Палати́нская академия — школа при дворе императора Карла Великого в Ахене. Создана в 780-х гг. Объединяла теологов, грамматиков и других учёных, а также поэтов, миниатюристов и представителей других артистических профессий, разной национальности. В Палатинской академии изучались науки и искусство, особенно античное наследие. Палатинская академия дала мощный интеллектуальный импульс Каролингскому возрождению.

## Краткая характеристика
Палатинская академия (в аутентичных источниках лат. Schola Palatina — собственно «Дворцовая школа») была создана императором Карлом Великим при его дворе в Ахене, по образцу Платоновской академии, которая понималась им как идеал дружеского союза учёных с культом мудрости. Членами академии были (помимо самого императора) учёные самых разных профессиональных специализаций, различного социального статуса и этнического происхождения, — Алкуин (первый научный руководитель школы), Теодульф, Ангильберт, Эйнхард, Адальгард, Пётр Пизанский (итальянский филолог и поэт), Павлин Аквилейский, Павел Диакон, Дунгал (ирландский монах, астроном и поэт), Дикуил и др. Демонстрируя приверженность древней (античной и библейской) традиции, академики выступали под псевдонимами, например, Карл Великий представлялся царём Давидом, Алкуин — Флакком (когномен древнеримского поэта «золотого века» римской литературы Горация), Теодульф — Пиндаром, Ангильберт — Гомером и т. п.
Академики в «новых Афинах» мечтали превзойти античных предшественников, включив в орбиту исследования и образования христианское богословие. Античное знание, по мысли членов Палатинской академии, должно быть переосмыслено в соответствии с пониманием новой высшей цели — познания Бога. Созданная при Ахенском дворце уникальная по тем временам библиотека (не сохранилась) точно соответствовала поставленной цели — в ней хранились не только греко-римские «языческие» труды, но и сочинения раннехристианских авторов.
Занятия в Палатинской академии, ориентированные в целом на семь свободных искусств (тривий и квадривий), носили характер дружеских бесед, а также богословских диспутов. Из стен Палатинской академии вышли замечательные учёные разных специальностей, писатели и поэты, образованные чиновники — среди них Ангильберт, Эйнхард, Модуин Отёнский, Рабан Мавр и др. Палатинская академия не только обеспечивала высокий уровень образования клира и чиновников в окружении Карла, но и установила для всей Каролингской империи курс на христианизированное «исправление» (лат. correctio) и «обновление» (лат. renovatio) античного наследия, значимость которого не подвергалась сомнению даже в самые трудные периоды средневековой истории. В Палатинской академии впервые была высказана мысль о духовном единстве Европы, которая периодически озвучивается в разных контекстах (в том числе в речах политиков) вплоть до XXI века.